# An Nông (Tịnh Biên)
An Nông is een xã in het district Tịnh Biên, een van de districten in de Vietnamese provincie An Giang in de Mekong-delta.